# Mata Ie (Lhoksukon)
Mata Ie is een bestuurslaag in het regentschap Aceh Utara van de provincie Atjeh, Indonesië. Mata Ie telt 243 inwoners (volkstelling 2010).